# Taheitia lamellicosta
Taheitia lamellicosta е вид коремоного от семейство Truncatellidae.

## Разпространение
Видът е разпространен в Гуам.